# Scie japonaise

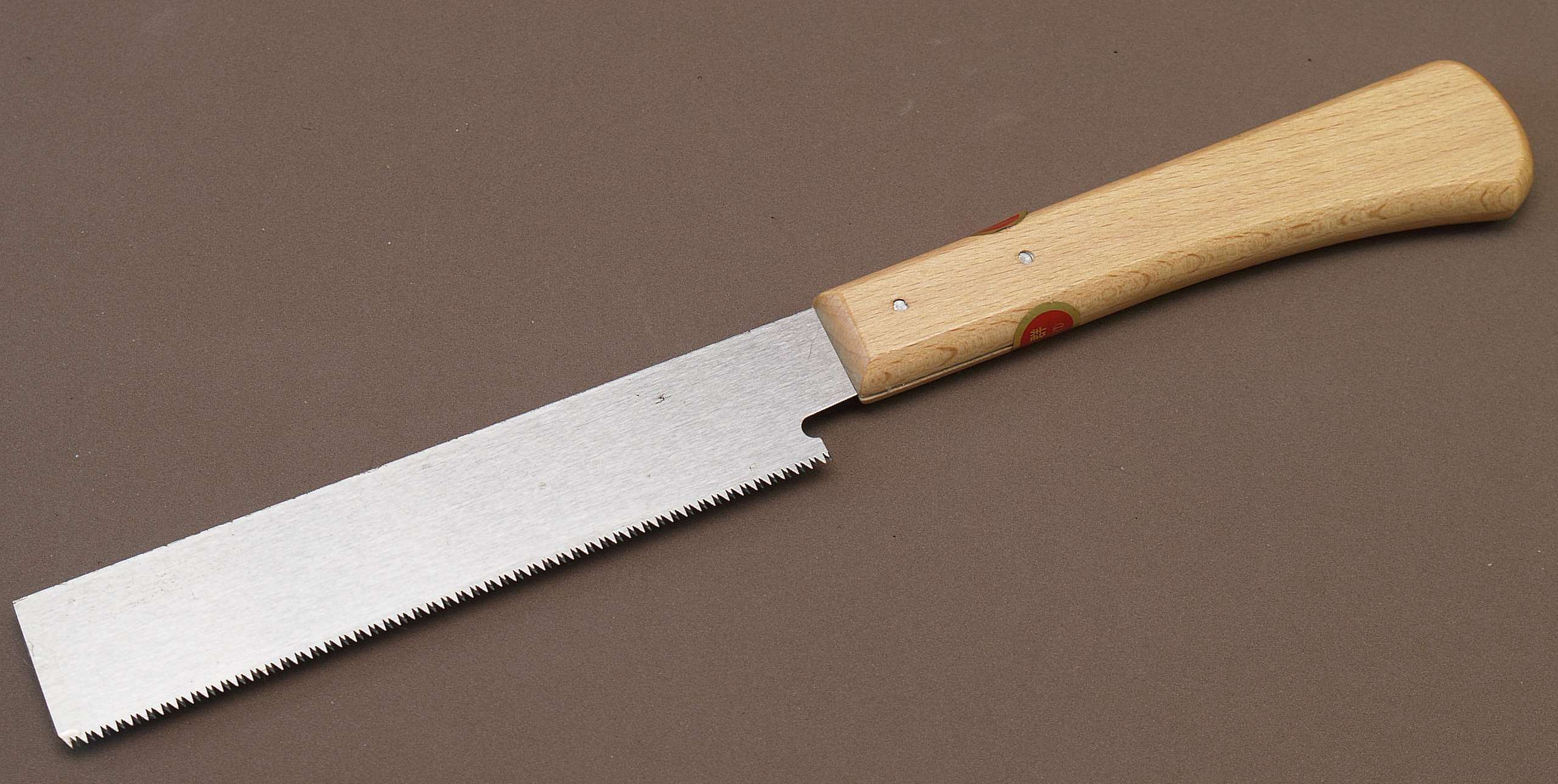
Exemple de scie japonaise

La scie japonaise est un outil composé d'une lame à dents et d'un manche. Elle a la particularité de couper en étant tirée, et non poussée comme la scie égoïne utilisée en Occident.
Cette denture inversée permet des lames beaucoup plus fines (jusqu'à 0,2 mm) et, du fait de son utilisation par traction plutôt que par poussée, nécessite moins de force qu'une scie égoïne. Les lames sont en revanche souvent interchangeables. Le manche se tient à deux mains. La main directrice droite se met souvent à l'arrière, contrairement au sabre. Ces scies jouissent d'une grande réputation et sont de plus en plus utilisées en Occident.
Leur désavantage est de ramener les sciures sur le trait de scie et de nécessiter un calage de la pièce de bois moins évident. Les Japonais montent sur la pièce de bois qui est surélevée par un petit chevalet. Son affûtage est également très difficile, car les dents sont trempées et présentent plusieurs tranchants. 
Il existe plusieurs modèles de scie japonaise :
- scie kataba : ne possédant pas le renfort de dos de la Dozuki, elle permet de couper plus en profondeur, ainsi qu'au ras du bois ;
- scie dozuki : scie à dos permettant de limiter la profondeur de coupe, elle s'utilise surtout pour des découpes fines et précises ;
- scie ryoba : double denture, trapézoïdale d'un côté et triangulaire de l'autre, la rendant ainsi polyvalente et permettant notamment d'alterner facilement entre coupe longitudinale et transversale au fil du bois ;
- scie kugihiki : sa lame est très souple et sa denture n'est avoyée que d'un seul côté, permettant d'araser sans abîmer la surface du bois, ou d'effectuer des coupes de finitions ;
- scie azebiki : sa lame courte et galbée permet d'entamer une découpe au milieu d'une surface de bois ;
- scie mawashibiki : sa lame épaisse pour découpe arrondie permet de percer des trous - une sorte d'ancêtre de la perceuse.

Il existe également des mini scies japonaises, des scies à queue d'aronde, à lame interchangeable, pliables...